# Pehczewo
Pehczewo (maced. Пехчево) – miasto we wschodniej Macedonii Północnej, nad rzeką Pisa (dopływem Bregałnicy), w górach Włahina Płanina, nad granicą macedońsko-bułgarską. Ośrodek administracyjny gminy Pehczewo. Liczba mieszkańców - 3 237 osób (95% Macedończyków) (2002).
Pehczewo jest głównym ośrodkiem regionu etnograficznego Maleszewo. Słynie z produkcji sera Maleševsko sirenje i ze stanowiska archeologicznego w pobliskim klasztorze Sveti Petka, oprócz tego jest ośrodkiem sportów zimowych. W okolicznych górach wydobywa się rudę żelaza.